# مشاة البحرية إيرهاردت
مشاة البحرية إيرهاردت عبارة عن مجموعة فرايكوربس مكونة من حوالي 6000 رجل شكلها النقيب (كورفيتنكابيتان) هيرمان إيرهاردت في أعقاب الحرب العالمية الأولى، والمعروف أيضًا باسم لواء مشاة البحرية الثاني أو لواء إيرهارت. شارك في القتال من أجل مدن وسط ألمانيا والموانئ الشمالية الغربية، بالإضافة إلى المشاركة في انقلاب كاب.
تم تشكيل اللواء من أفراد البحرية السابقين في منطقة Generalkommando des Garde-Korps (برلين). كان يقودها القومي المحافظ هيرمان إرهاردت وقاتل إلى جانب Freiw. Landesschützenkorps بقيادة الجنرال فون رودر في استرداد السيطرة على موانئ شمال غرب ألمانية مثل بريمن وكوكسهافن وفيلهلمسهافن في أوائل 1919. بعد هزيمة القوات الشيوعية الشمالية سار اللواء إلى المدن الصناعية بوسط ألمانيا (جنبا إلى جنب مع Freiw. Landesjägerkorps ، I Marine Brigade ، Freikorps Hülsen ، Freikorps Görlitz و Freikorps von Oven) لقمع الانتفاضات الشيوعية المحلية.
بعد سحق الانتفاضات، استمر اللواء في قتال الجمهورية السوفيتية البافارية خلال ربيع 1919. لم يكن سوى جزء صغير من مجموع قوات الفيلق الحر، التي بلغ مجموعها حوالي 30,000 رجل. في نهاية أبريل تم إغلاق الفيلق الحر في ميونيخ. بدأ الحرس الأحمر في القبض على «المعارضين للثورة» المشتبه بهم، وفي 29 إبريل / نيسان، أُعدم ثمانية رجال، بينهم الأمير جوستاف ذي ثورن. بعد فترة وجيزة، في 3 مايو، هاجم الفيلق الحر المتطوعين الشيوعيين وهزموهم بعد معارك مريرة في الشوارع قتل فيها أكثر من 1000 شيوعي. تم إلقاء القبض على حوالي 800 رجل وامرأة وإعدامهم من قبل الفيلق الحر المنتصر.  

في أغسطس 1919، ذهب اللواء إلى سيليزيا العليا، حيث حاول القوميون البولنديون ضم المنطقة بالقوة إلى بولندا. قام الفيلق الحر المحلي، الذي عززته مجموعات مثل اللواء ولواء مشاة البحرية الثالث، بقمع الانتفاضة السيليزية الأولى بسهولة.

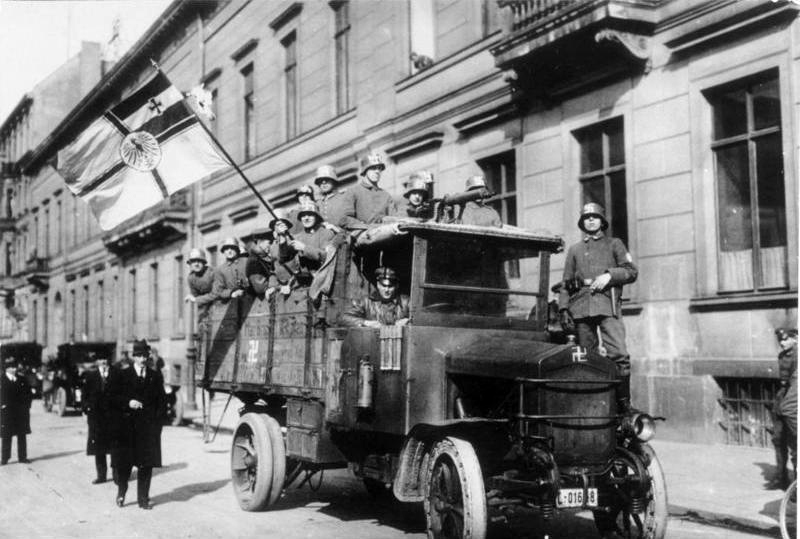
مشاة البحرية إيرهاردت في كاب بوتش، 1920.